# Cicia citrina
Cicia citrina är en fjärilsart som beskrevs av William Schaus 1904. Cicia citrina ingår i släktet Cicia och familjen påfågelsspinnare. Inga underarter finns listade i Catalogue of Life.